# Little Nell's Tobacco
Little Nell's Tobacco est un film muet américain réalisé par Thomas H. Ince et sorti en 1910.

## Fiche technique
- Réalisation : Thomas H. Ince
- Scénario : Thomas H. Ince
- Production : Carl Laemmle
- Date de sortie :  États-Unis : 22 décembre 1910

## Distribution
- Mary Pickford
- Hayward Mack